# Energiesteuer- und Stromsteuer-Transparenzverordnung
Die Energiesteuer- und Stromsteuer-Transparenzverordnung (kurz EnSTransV) ist eine deutsche Verordnung, die eine Anzeige- und Meldepflicht für Unternehmen, die Steuerrückerstattungen auf Steuern und Abgaben im Energiebereich empfangen haben, gegenüber dem zuständigen Hauptzollamt festlegt. Diese Anzeige- und Meldepflicht gilt seit dem 1. Juli 2016 und betrifft alle Unternehmen, die energie- und stromsteuerrechtliche Steuerbegünstigungen in Anspruch nehmen. 
Alle ab dem 1. Juli 2016 gewährten Steuerbegünstigungen im Bereich des Energie- und Stromsteuerrechts sind anzeigepflichtig. Die Informations-, Veröffentlichungs- und Transparenzvorschriften des EU-Beihilferechts bedingen, dass alle in der EU gewährten staatlichen Beihilfen veröffentlicht werden müssen, die 500.000 EUR pro Kalenderjahr übersteigen. Unternehmen, die energie- und stromsteuerrechtliche Steuerbegünstigungen in Anspruch nehmen, müssen daher von nun an stets bis zum 30. Juni des Folgejahres gegenüber dem zuständigen Hauptzollamt erklären, welche Beihilfen ihnen gewährt werden, um die Veröffentlichung der relevanten staatlichen Beihilfen und ihrer Empfänger zu ermöglichen.
Die Anzeige- und Erklärungspflicht kann umgangen werden, indem Unternehmen einen Antrag stellen, sich für drei Jahre befreien zu lassen, wenn die betreffende Steuerbegünstigung in den vergangenen drei Kalenderjahren ein Volumen von jeweils 150.000 EUR jährlich nicht überstiegen hat. Dabei ist ein Antrag für jede in Anspruch genommene Steuerbegünstigung zu stellen. 
Die Anzeigepflicht betrifft nur Steuerbegünstigungen, die nach EU-Recht als staatliche Beihilfe gelten. Dazu zählen insbesondere die Entlastungen für Unternehmen des produzierenden Gewerbes nach § 9b und § 10 StromStG sowie der sogenannte Spitzenausgleich.